# Mallada innotatus
Mallada innotatus is een insect uit de familie van de gaasvliegen (Chrysopidae), die tot de orde netvleugeligen (Neuroptera) behoort. 
Mallada innotatus is voor het eerst wetenschappelijk beschreven door Walker in 1853.